# Таджицький державний університет комерції
Таджицький державний університет комерції (тадж. Донишгохи давлатии тиҷорати Тоҷикистон) — державний університет комерції, вищий навчальний заклад у столиці Таджикистану місті Душанбе.

## Загальні дані
Університет розташований за адресою:
вул. Дехоті, буд. 1/2, м. Душанбе—734055 (Республіка Таджикистан).
Чинний ректор вишу — М. М. Шаріпов.

## З історії та сьогодення університету
Комерційний вищий навчальний заклад був заснований у Душанбе 24 червня 1987 року згідно з Постановою Ради Міністрів СРСР на базі навчально-консультаційного пункту Самаркандського кооперативного інституту як Душанбинський філіал Новосибірського інституту радянської кооперативної торгівлі. 
Від 1991 року — Таджицький державно-кооперативний комерційний інститут Таджикспоживспілки. Від 1993-го — Таджицький державно-кооперативний комерційний інститут. А починаючи з 2000 року дістав сучасну назву. 
Від 2001 року діє філія вишу в Худжанді (Худжандський єдиний навчальний комплекс). 
Станом на 2007 рік у Таджицькому державному університеті комерції навчалось близько 6 тисяч студентів, викладацький корпус становив 170 осіб.

## Структура університету
У Таджицькому державному університеті комерції ведеться навчання за 12 спеціальностями.
До структури університету входять 5 факультетів:
- факультет економіки та менеджменту;
- факультет комерції і митної справи;
- факультет світової економіки та права;
- факультет банківської справи;
- заочний факультет.

У худжандському філіалі:
- факультет комерції;
- спеціалізований коледж комерції.